# Agnetapark

Kaart Agnetapark rond 1885

Het Agnetapark in de plaats Delft, in de Nederlandse provincie Zuid-Holland, is een geheel van in kleine groepjes gelegen woningen, in oorsprong voor de fabrieksarbeiders van de Koninklijke Nederlandsche Gist- en Spiritusfabriek en ieder voorzien van een eigen tuin. Het behoort tot de Top 100 van de Rijksdienst voor de Monumentenzorg. Het parkgebied werd in 1881 als weilanden voor 16.000 gulden gekocht door Jacques van Marken (1845-1906), directeur van de nabijgelegen Koninklijke Nederlandsche Gist- en Spiritusfabriek te Delft. Het Agnetapark ligt in het noordwesten van de stad. 

## Geschiedenis

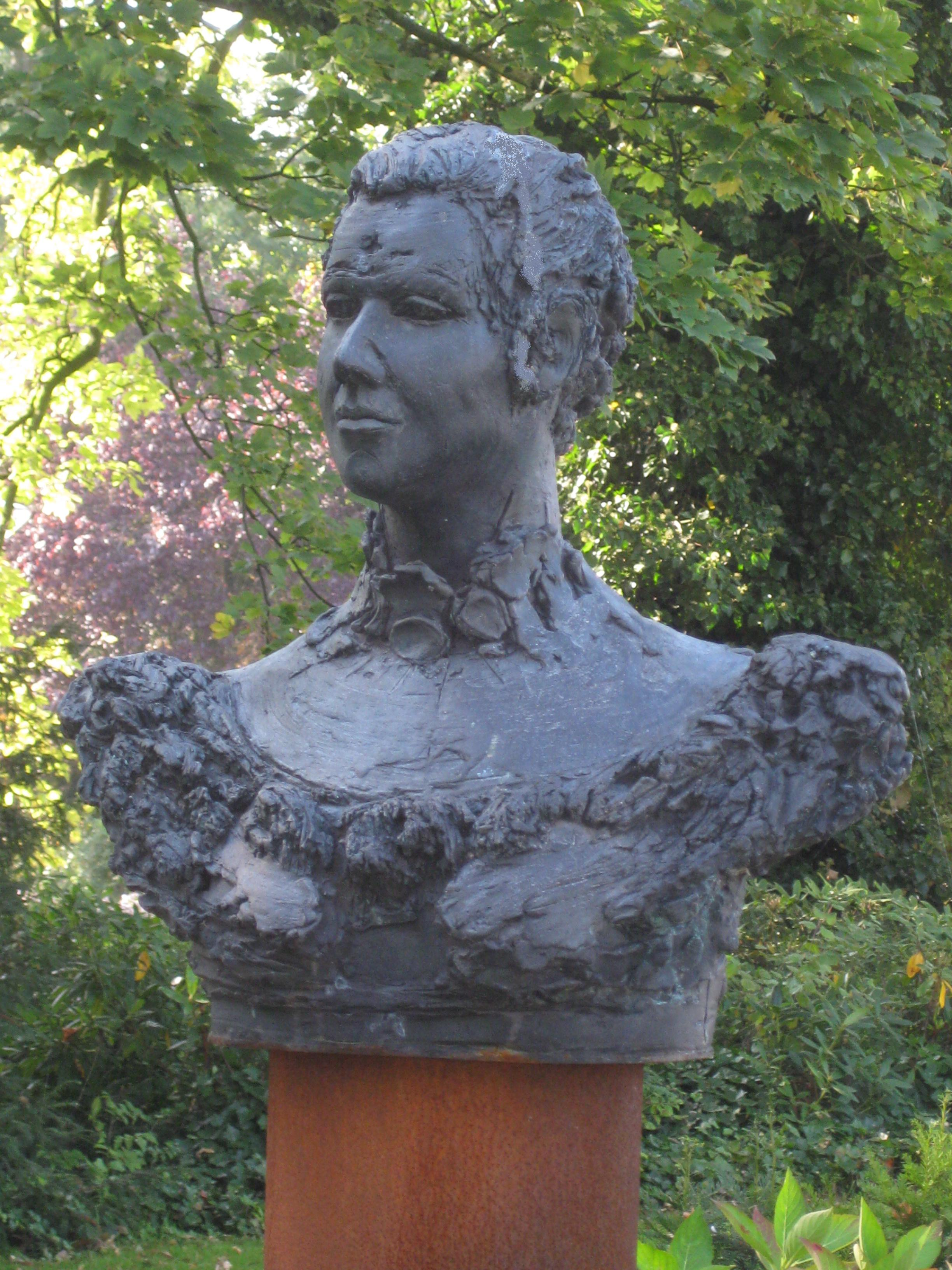
Borstbeeld van Agneta Matthes in het Agnetapark

Van Marken had zich ten doel gesteld de verbetering van het lot van de arbeiders en met name de arbeiders van zijn fabriek. Nadat hij zich had georiënteerd door zich duidelijk te laten informeren en voorbeelden te bezoeken zoals de Cité Ouvrière in Mulhouse en Familistère in Guise, beide in Frankrijk, kwam hij tot uitvoering van zijn ideeën over de huisvesting van zijn arbeiders.

In 1884 richtte Van Marken de NV Gemeenschappelijk Eigendom op. Het doel van de onderneming was: 'Het bouwen en verhuren van gezonde woningen, kosthuizen, werkplaatsen, winkels, wasch- en badinrichtingen, op door haar te kopen gronden in het Agnetapark.' De idee hierachter was dat de arbeiders na verloop van tijd door een soort huurkoopconstructie eigenaar konden worden van de door hen bewoonde woning, waarbij de huur van de woning op het loon werd ingehouden. Hij zette daarmee een nieuwe maatschappelijke en stedenbouwkundige ontwikkeling in die ook buiten Nederland toonaangevend was.

### Het begin
Het Agnetapark is vernoemd naar Agneta Wilhelmina Johanna Matthes, echtgenote van de directeur. Zij was de drijvende kracht achter de bouw van het Agnetapark voor wat betreft het ontwerp van de woningen. Daartoe had zij zich in Delft verdiept in de indelingen van bestaande arbeiderswoningen en haar ideeën op millimeterpapier uitgetekend, zodat die in de nieuwe ontwerpen verwerkt konden worden. De uitvoerende architecten waren E.H. Gugel en F.M.L. Kerkhoff. De waterpartijen en het slingerend stratenpatroon werden door Louis Paul Zocher ontworpen. Het complex werd in 1884 voltooid. Het kan als het eerste tuindorp van Nederland worden gezien; dit principe zou in de eerste helft van de 20e eeuw vaker worden toegepast in woningbouwprojecten.
Doordat Van Marken zich niet wilde onderscheiden van zijn arbeiders, wilde hij tussen hen in wonen, anders dan hij en zijn echtgenote daarvoor nog in een statig herenhuis met een grote tuin buiten het Agnetapark woonden. In 1884 werd de eerste steen gelegd voor de directiewoning 'Rust Roest', die midden op het terrein gesitueerd was, en een jaar later door het echtpaar Van Marken werd betrokken. Sommige arbeiders hadden het gevoel dat zij daardoor constant in de gaten werden gehouden.
 In 1890 werd het park aangesloten op de Delftse waterleiding

In 1891 werd Drukkerij Van Marken (later: Uitgeverij Thieme) in gebruik genomen. Hier werd onder meer de fabriekskrant gedrukt, waarin Van Marken zijn ideeën naar zijn arbeiders ventileerde en zijn gedichten en proza kon tentoon spreiden.
  
Een door architect Henri Evers ontworpen nieuw gemeenschapsgebouw, De Tent, werd in 1914 opgeleverd. Het deed samen met het Gemeenschapsgebouw al direct dienst als opvang voor Belgische vluchtelingen. Een op de muur van het gebouw ingemetselde plaquette herinnert hieraan.
Op 20 april 1892 brachten koningin Emma en prinses Wilhelmina onder grote belangstelling van de pers en de bewoners een bezoek aan het park.

### Activiteiten voor en door de bewoners
In 1884/1885 werden in het leven geroepen een brei- en naaischool, een bewaarschool, een gymnastiek- en schermvereniging, een manufactuurwinkel en de Coöperatieve Parkwinkel.

In 1887 werd een kegelclub opgericht en een jaar later een handboogschuttersclub. Het jaar daarop volgde de oprichting van de bewonersvereniging en van een biljardclub.
 
In 1898 werd een gymnastiekvereniging opgericht en in 1900 volgde de oprichting van een schietvereniging.

In 1930 werd een huishoudschool opgericht.

### Agnetapark II
In 1925 maakte architect Jan Gratema het ontwerp voor Agnetapark II met 140 woningen. Een jaar later werd hiervoor de eerste steen gelegd en werd de N.V. Agnetapark opgericht die Gemeenschappelijk Eigendom verving. De opening van het nieuwe gedeelte van het park was in 1927.

### Laatste uitbreiding
In 2015 een rij van 12 geschakelde herenhuizen bijgebouwd in dezelfde stijl als die Agnetapark II.

## Architectuur

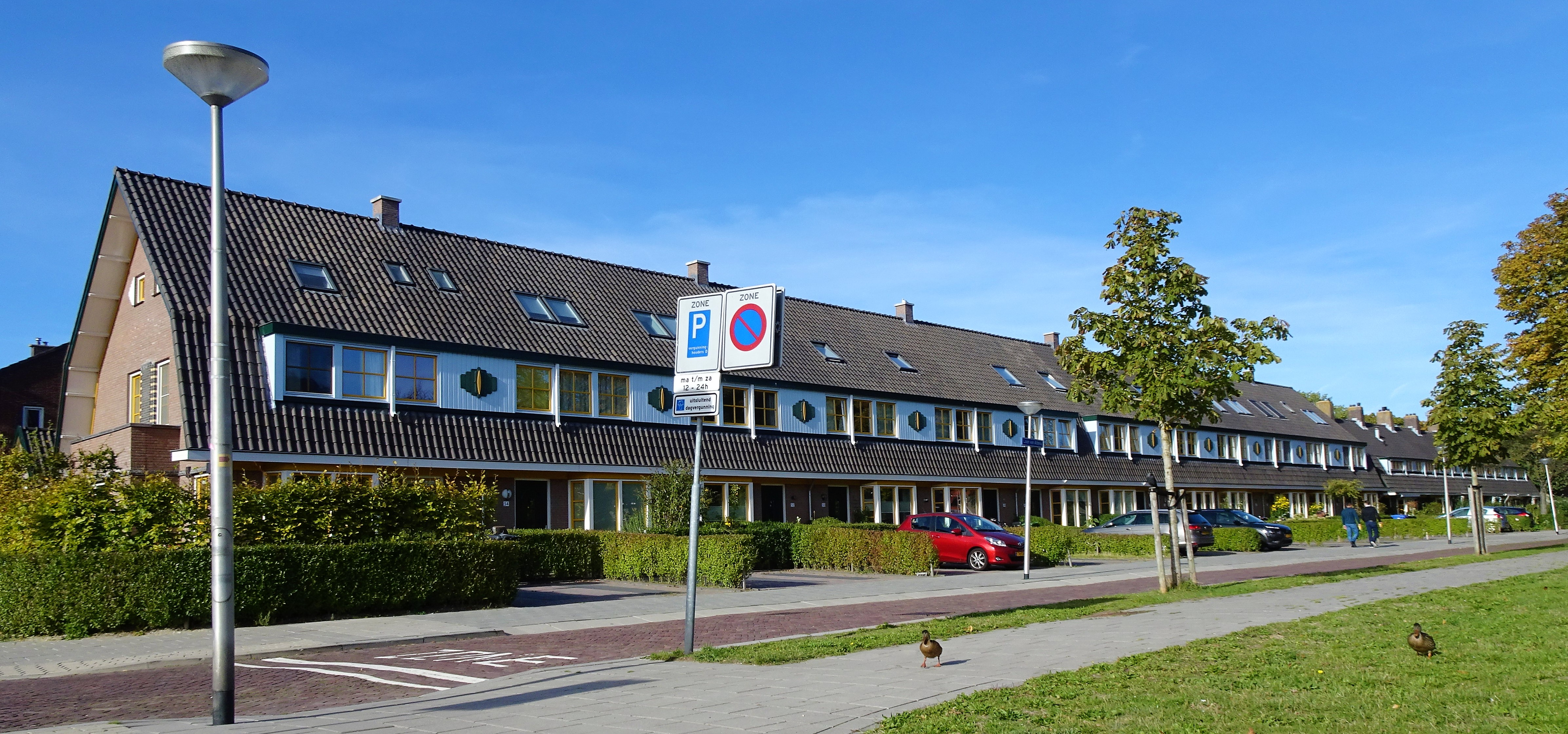
In 2015 bijgebouwde herenhuizen aan de buitenrand van het Agnetapark in Delft aan de Laan van Altena.

De arbeiderswoningen zijn ontworpen door F.M.L. Kerkhoff in een ten dele op het voorbeeld van de arbeiderskolonie te Mulhouse en ten dele op Engelse cottage-arbeiderswoningen geïnspireerde trant, vermengd met eigentijdse, deels op de Renaissance geïnspireerde, kenmerken, hetgeen is terug te vinden in respectievelijk de oorspronkelijke groepering van zeven blokken van vier woningen rug-aan-rug onder één kap; in de toepassing van - al dan niet van wolfeinden voorziene - pannen zadeldaken met groot overstek en houten schoren, topmakelaars en gesneden topwerken, en met topgevels en dakkapellen; en van ruitvormige decoraties; in de toepassing van spaarbogen met siermetselwerk boven de vensters en de als toppilasters uitgevoerde hoekschoorstenen; in het overig gebruik van getoogde vensters, met roedenverdeling en soms gekoppeld, gele siersteenbanden en -blokken, cordonlijsten en geprofileerde gootlijst en houten deuren met diagonaalsgewijs geplaatste delen. De meeste van deze woningen bezitten een bouwlaag met kapverdieping.
Een aanvullend gedeelte van het park werd in 1925 ontworpen door Jan Gratama en is geënt op de Amsterdamse School. Dit gedeelte omvat behalve een groot complex aan woningen, een gemeenschapsgebouw ('Parkkantoor'), een winkel, een grote vijver met fontein en toegangspoorten. 
Aan de buitenrand (Laan van Altena) van dit complex is in 2015 een rij van 12 geschakelde herenhuizen bijgebouwd in dezelfde stijl, zij het in een wat ruimere uitvoering om aan de hedendaagse eisen van bewoning te kunnen voldoen.

## Monumentale status
Sinds 1989 is Agnetapark als geheel een rijksmonument. Daarnaast werd in 2005 een aanvraag ingediend voor aanwijzing tot beschermd stadsgezicht die in februari 2011 werd toegekend.
Het Agnetapark is opgenomen in de lijst van de 100 belangrijkste monumenten in Nederland.

## Gebeurtenis tijdens de Tweede Wereldoorlog
Tijdens de Tweede Wereldoorlog was een verrader geïnfiltreerd in de Delftse verzetsgroep Schoemaker, genoemd naar de oprichter hoogleraar ir. R.L.A. Schoemaker. Hiertoe behoorden onder meer Jan van Blerkom, Charles Hugenholtz en Hugo de Man. Toen op 2 mei 1941 Schoemaker gearresteerd werd door toedoen van Anton van der Waals, volgde Van Blerkom hem op als leider van de groep. Van Blerkom en Hugenholtz kwamen erachter dat Hugo de Man een verrader was en liquideerden hem op 14 augustus. Ze dumpten het lijk in de vijver van het Agnetapark, waar het een week later boven kwam drijven. Er werd 5000 gulden door de politie uitgeloofd voor inlichtingen. Hugenholz probeerde over land naar Engeland te vluchten, hij verdronk bij Gibraltar. Van Blerkom voer met een vriend in een kano naar Engeland, ze kwamen daar niet aan. Represailles die de Duitsers uitvoerden: een groep van 46 onschuldigen, die uit willekeurige studenten, adelborsten en cadetten bestond, werd opgepakt en afgevoerd naar concentratiekampen. Twee professoren van de Technische Hogeschool, Jan Mekel en Richard Schoemaker werden in concentratiekamp Oranienburg (Sachsenhausen) op 3 mei 1942 geliquideerd. Elektrotechnisch ingenieur Robert Koumans, in dienst van de N.V. Nederlandsche Gist- en Spiritusfabriek, overleed in 1942 in hetzelfde kamp aan ‘longontsteking en hartzwakte’.

## Agnetapark in de Media
Het Agnetapark vormt het decor van de film Dolfje Weerwolfje. In 2015 verscheen de roman 'Agneta' van Jan van der Mast, die zich afspeelt in het Agnetapark. Onderwerp is het dubbelleven van Jacques van Marken en de heroïsche manier hoe Agneta handelt, wanneer ze er achter komt dat haar echtgenoot een gezin met vijf kinderen in Rotterdam heeft. In 2019 verscheen bij uitgeverij Nieuw Amsterdam de biografie Jacques van Marken, de eerste sociaal ondernemer van Nederland, waarin de totstandkoming van het Agnetapark wordt beschreven.

## Navolging
In navolging van het Agnetapark werd na uitvoerige correspondentie van de Engelse Lever Brothers met de directie van de ‘Gist’, het Engelse model-fabrieksdorp Port Sunlight ontwikkeld.
In Enkhuizen vond navolging plaats in de ontwikkeling van het Snouck van Loosenpark.
Cacaofabrikant Van Houten te Weesp ontwikkelde in 1897 het Nirwana-plan voor een woonpark met 550 luxe woningen voor arbeiders van de fabriek, dat gebaseerd was op het Agnetapark. Door onenigheid binnen de directie over de kosten vond de uitvoering van het plan niet plaats.

## Fotogalerij

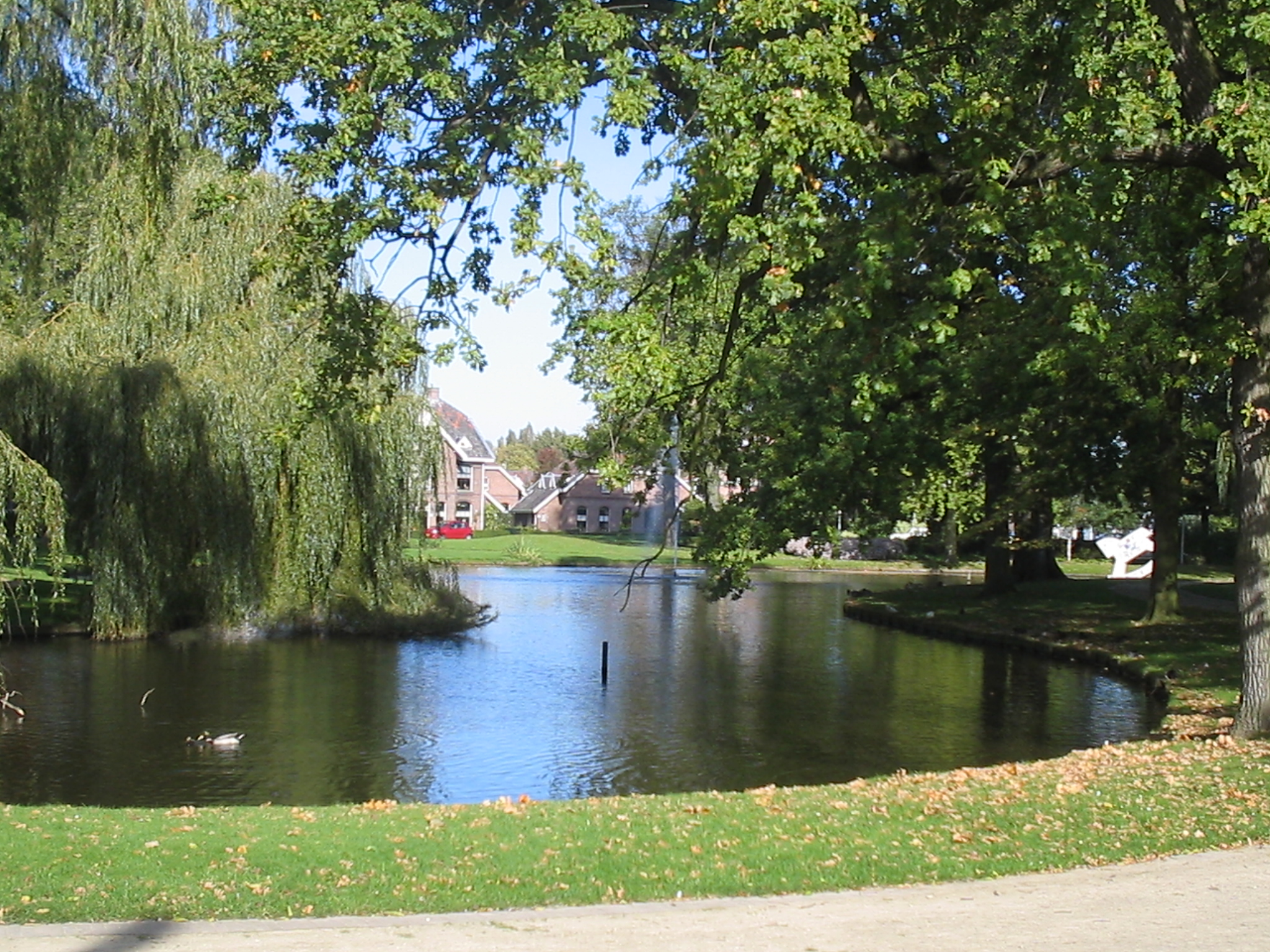
Waterpartij
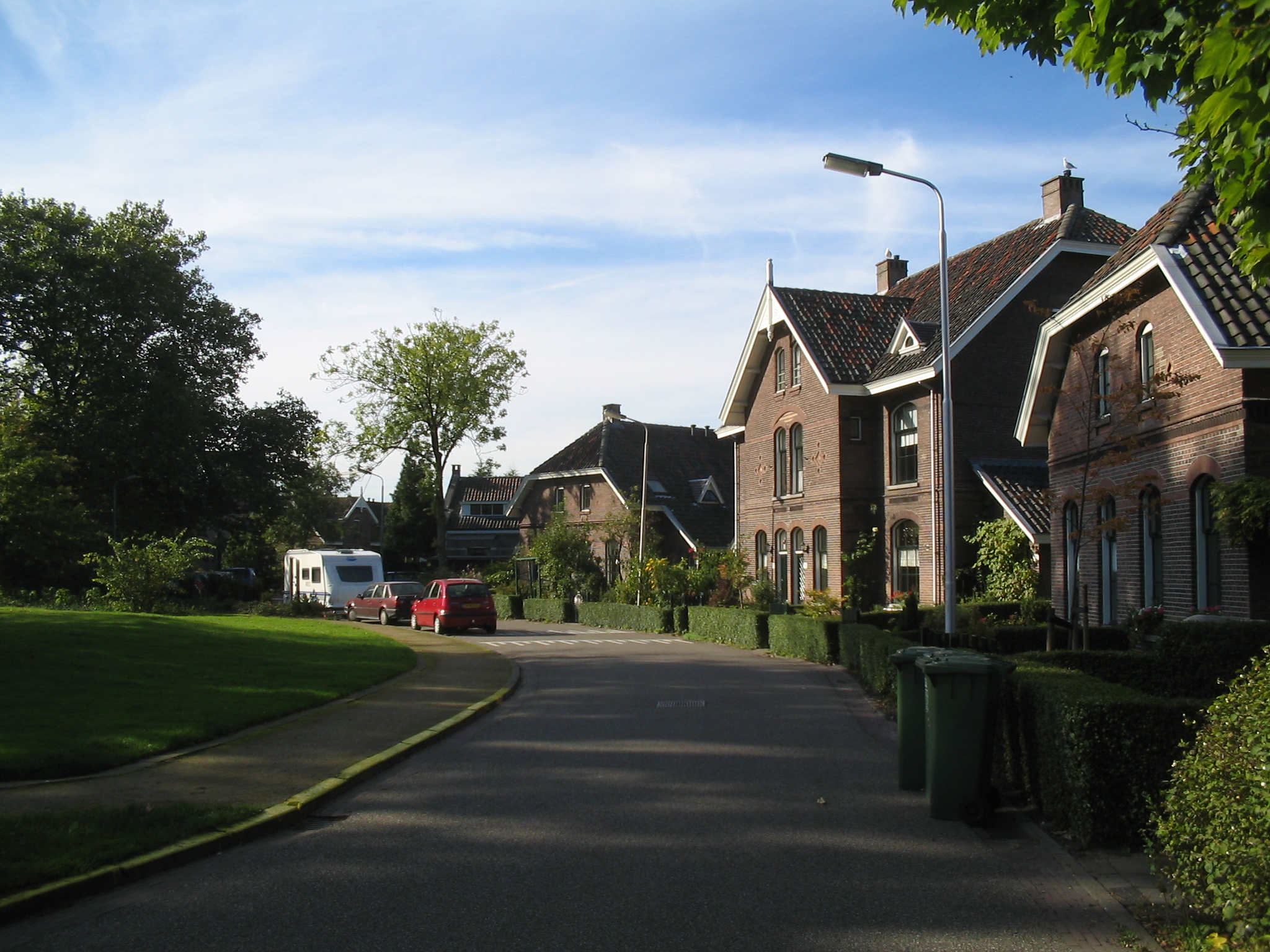
Slingerende straatjes
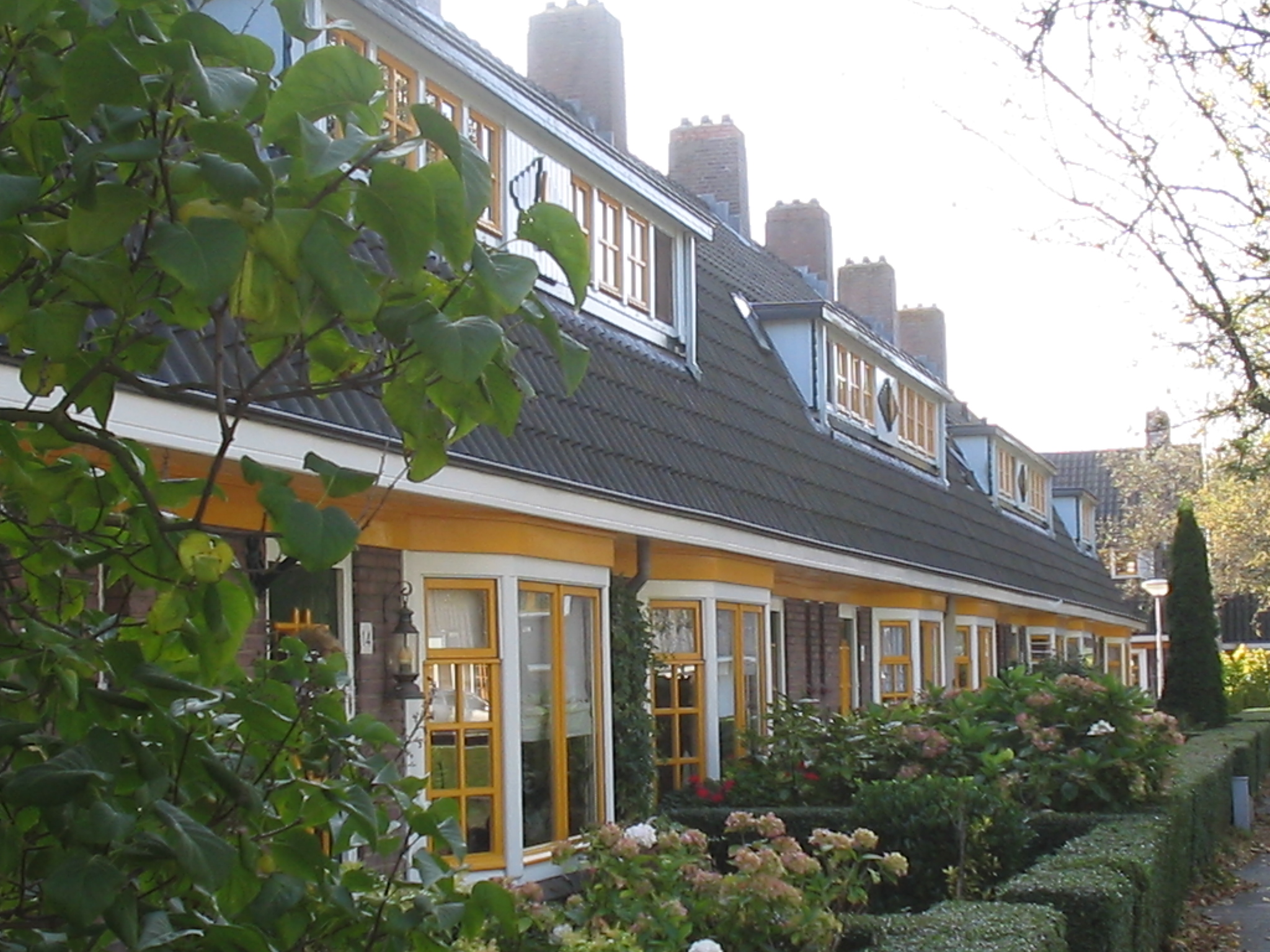
Huizen langs Vijver Zuid
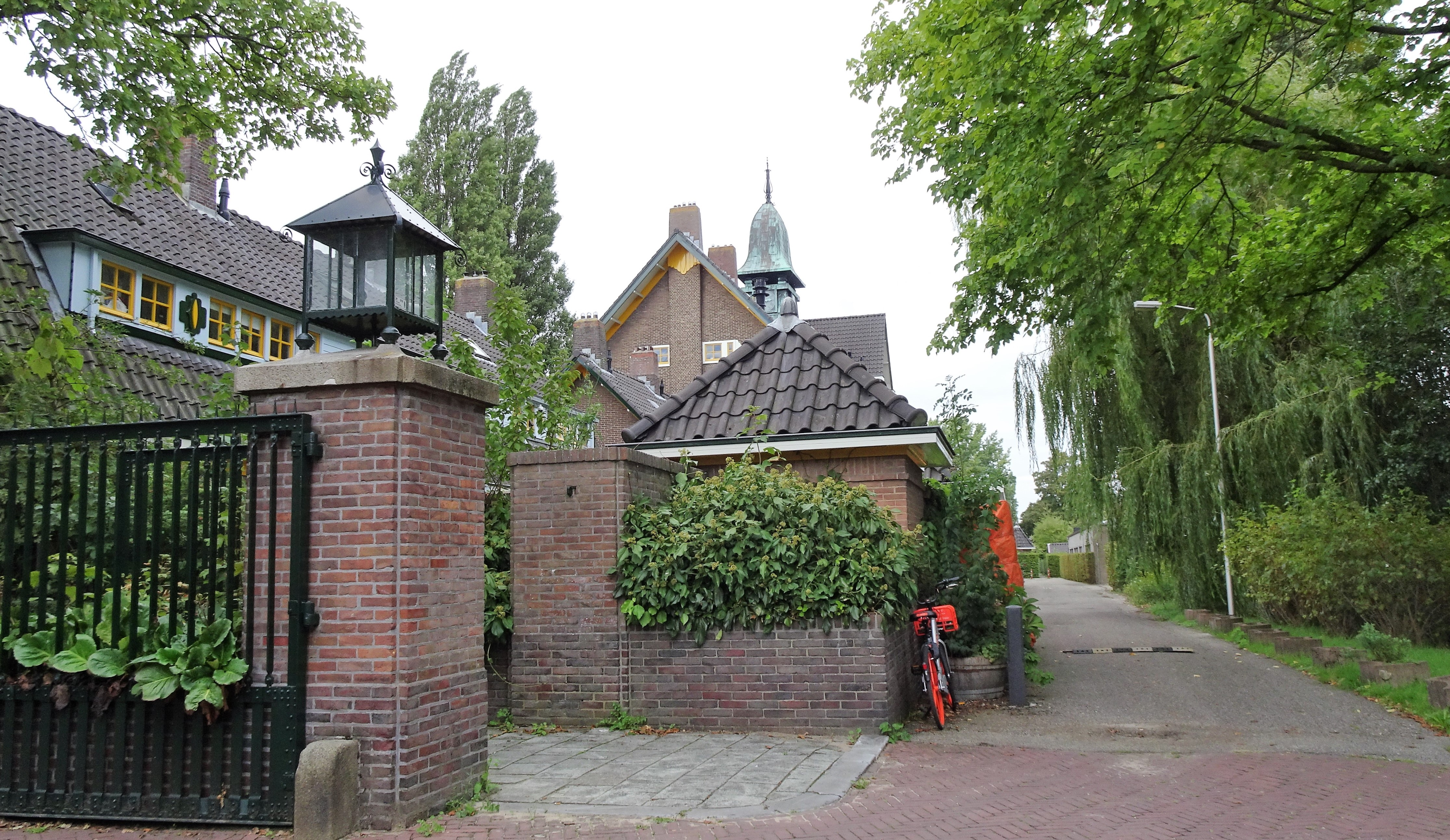
Achterzijde van de uitbreiding van het Agnetapark
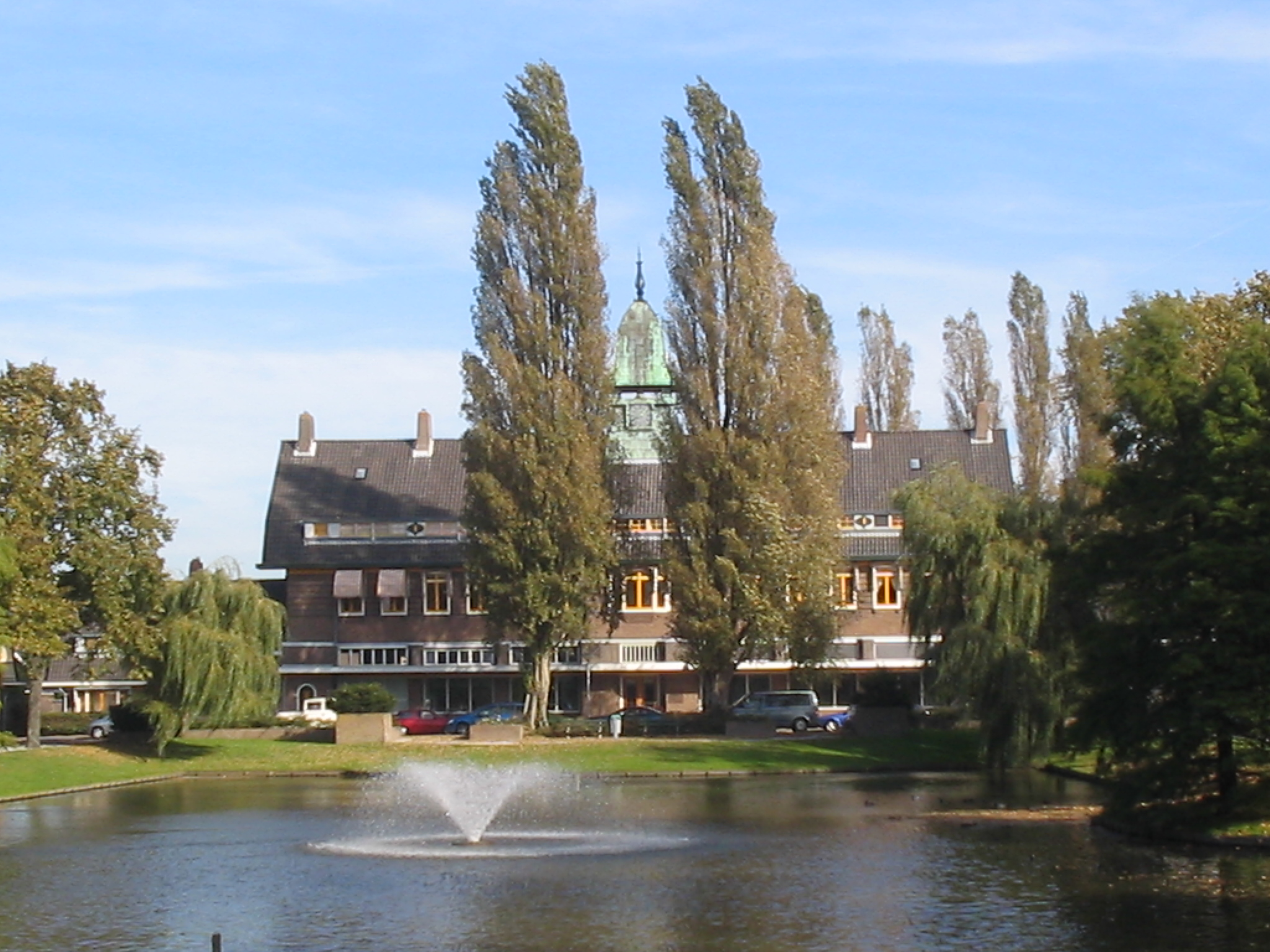
Zicht op de vijver en het Parkkantoor
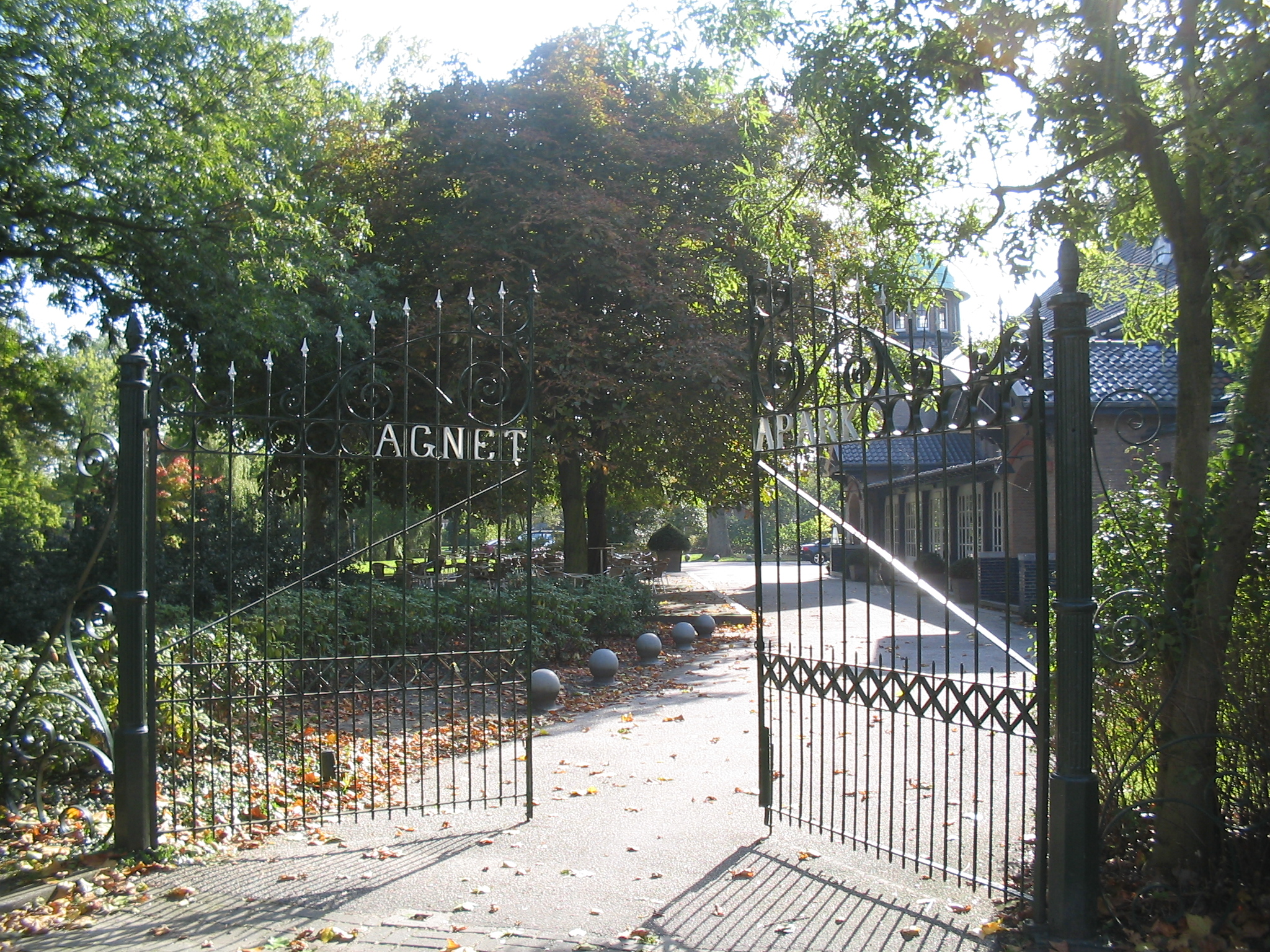
Entreehek
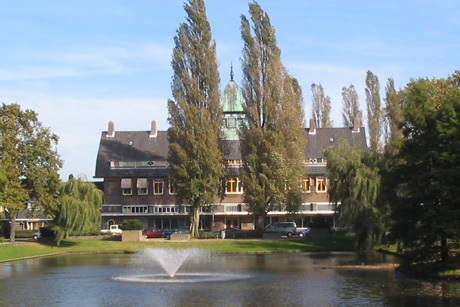
Uitbreiding Agnetapark van 1926
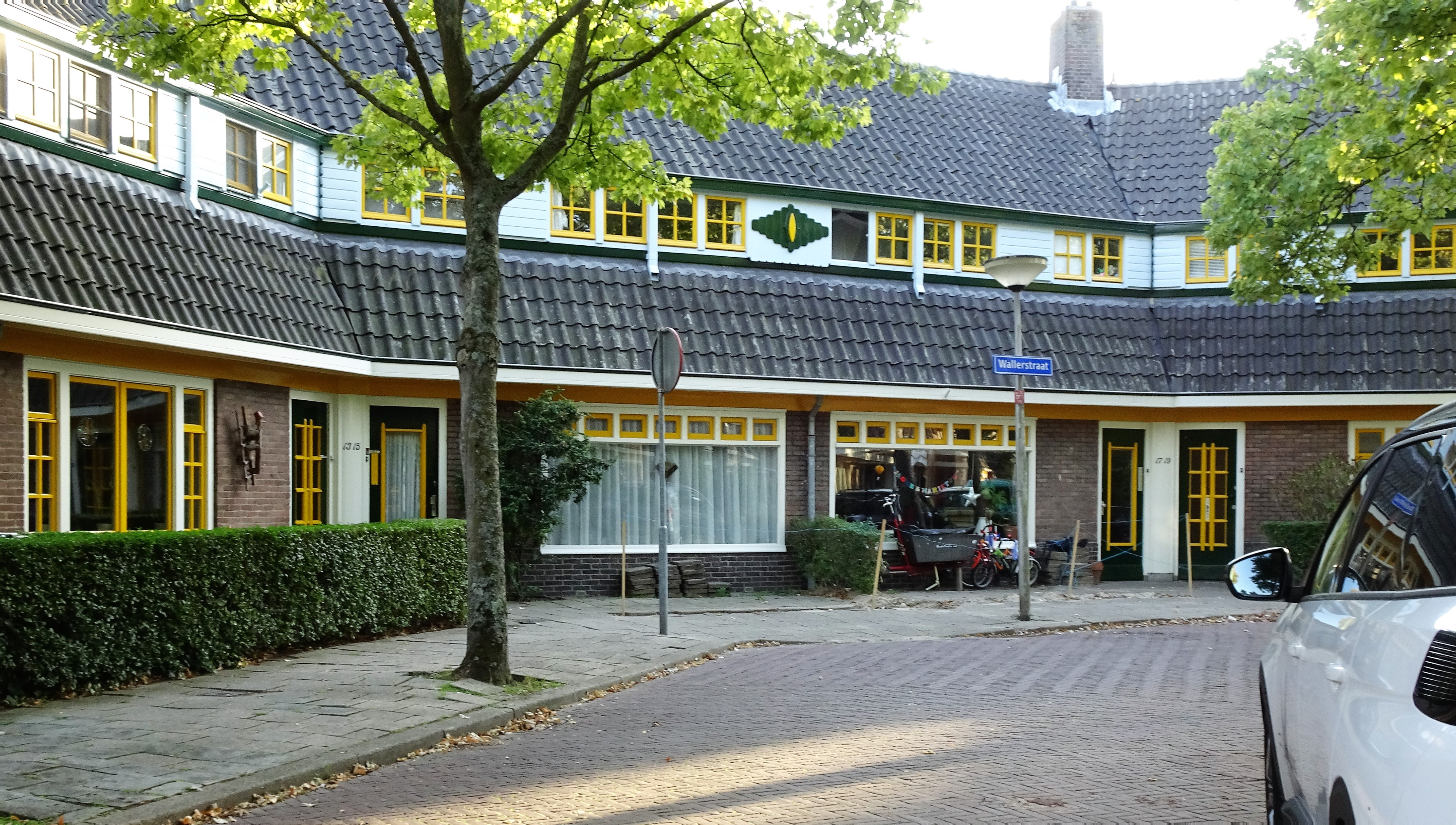
De vroegere fournituren- en kruidenierswinkel in het Agnetapark in Delft
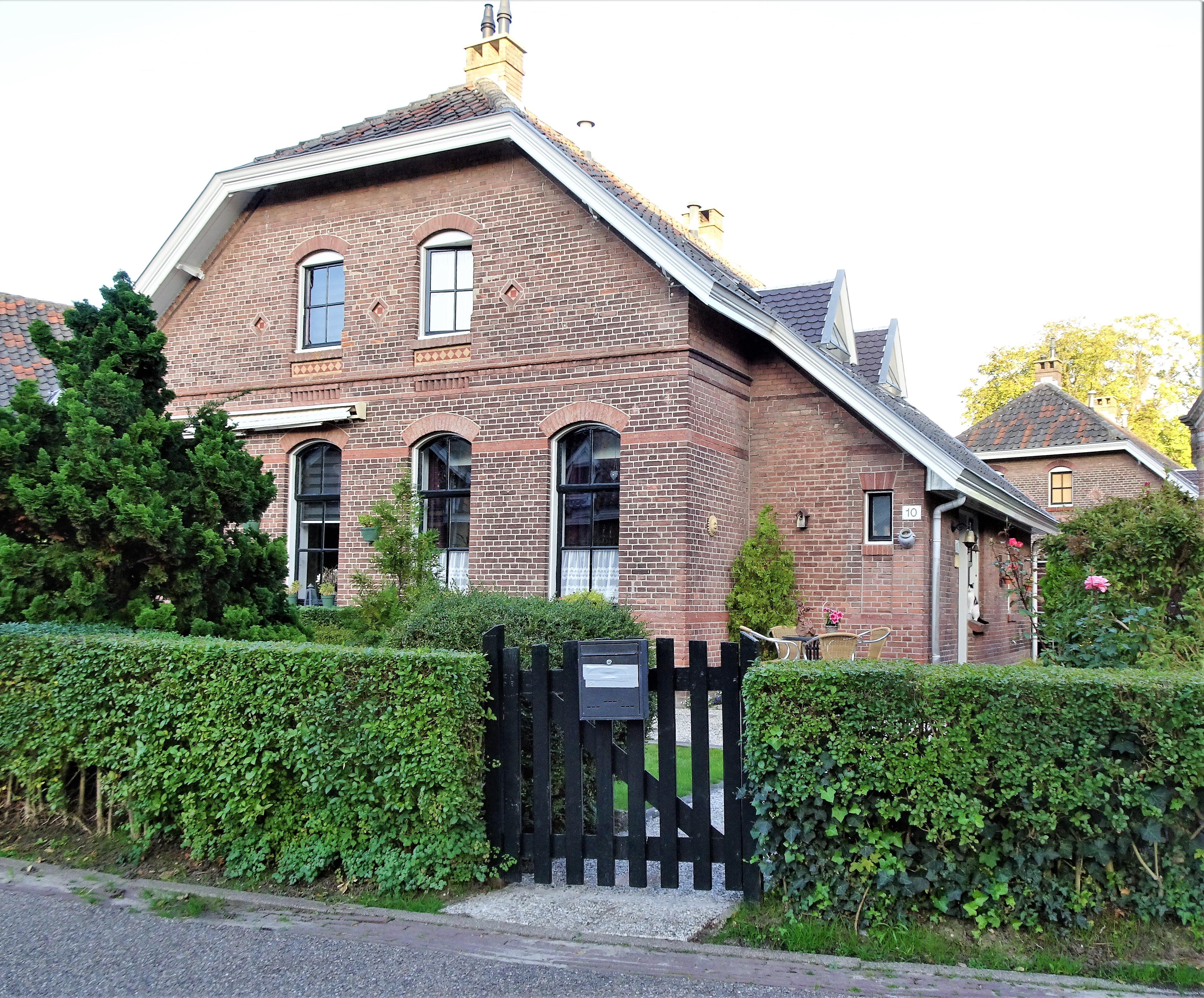
Vier-onder-een-kap woning in het Agnetapark in Delft
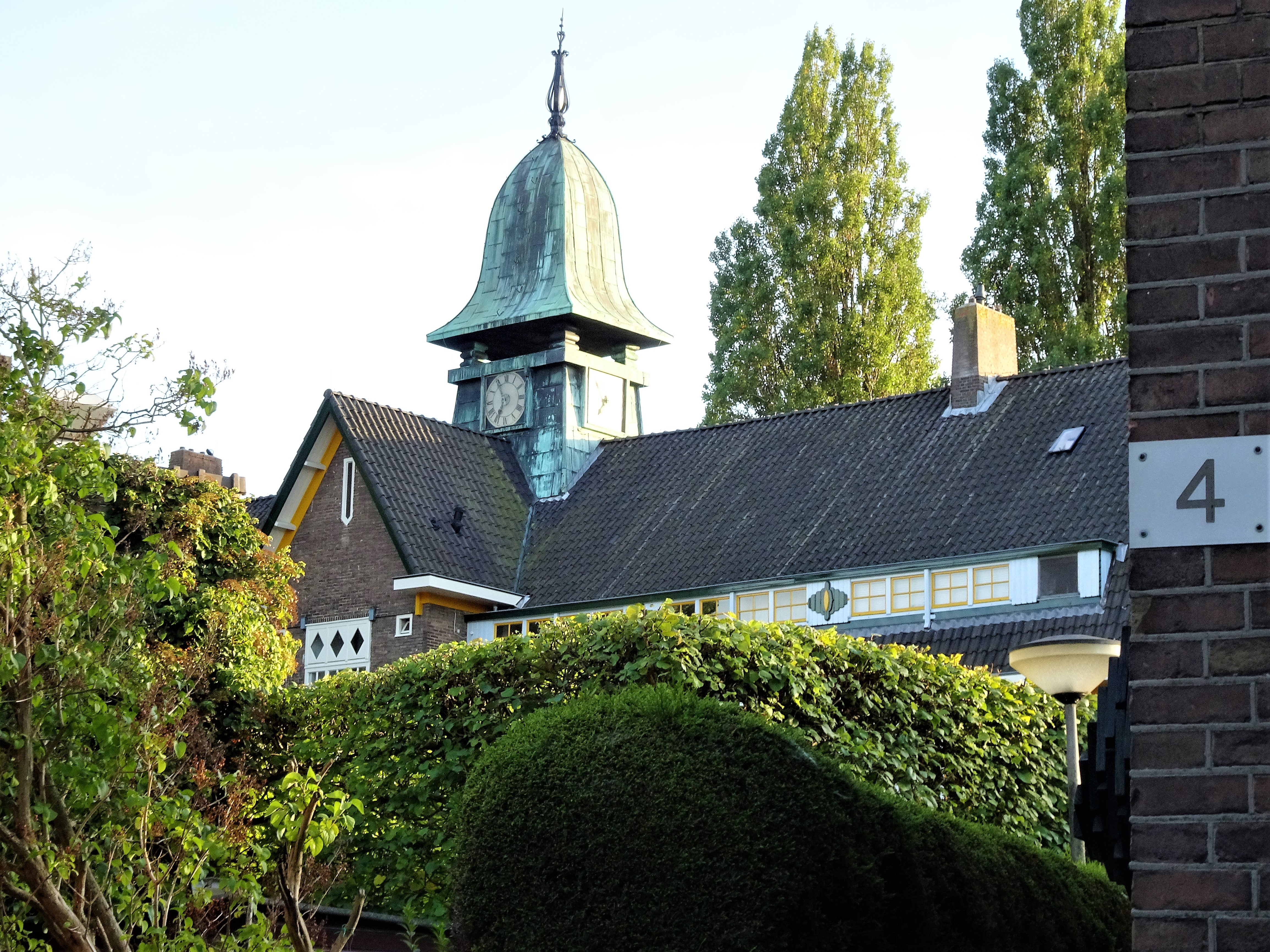
Klokkentoren op het parkkantoor in het Agnetapark in Delft
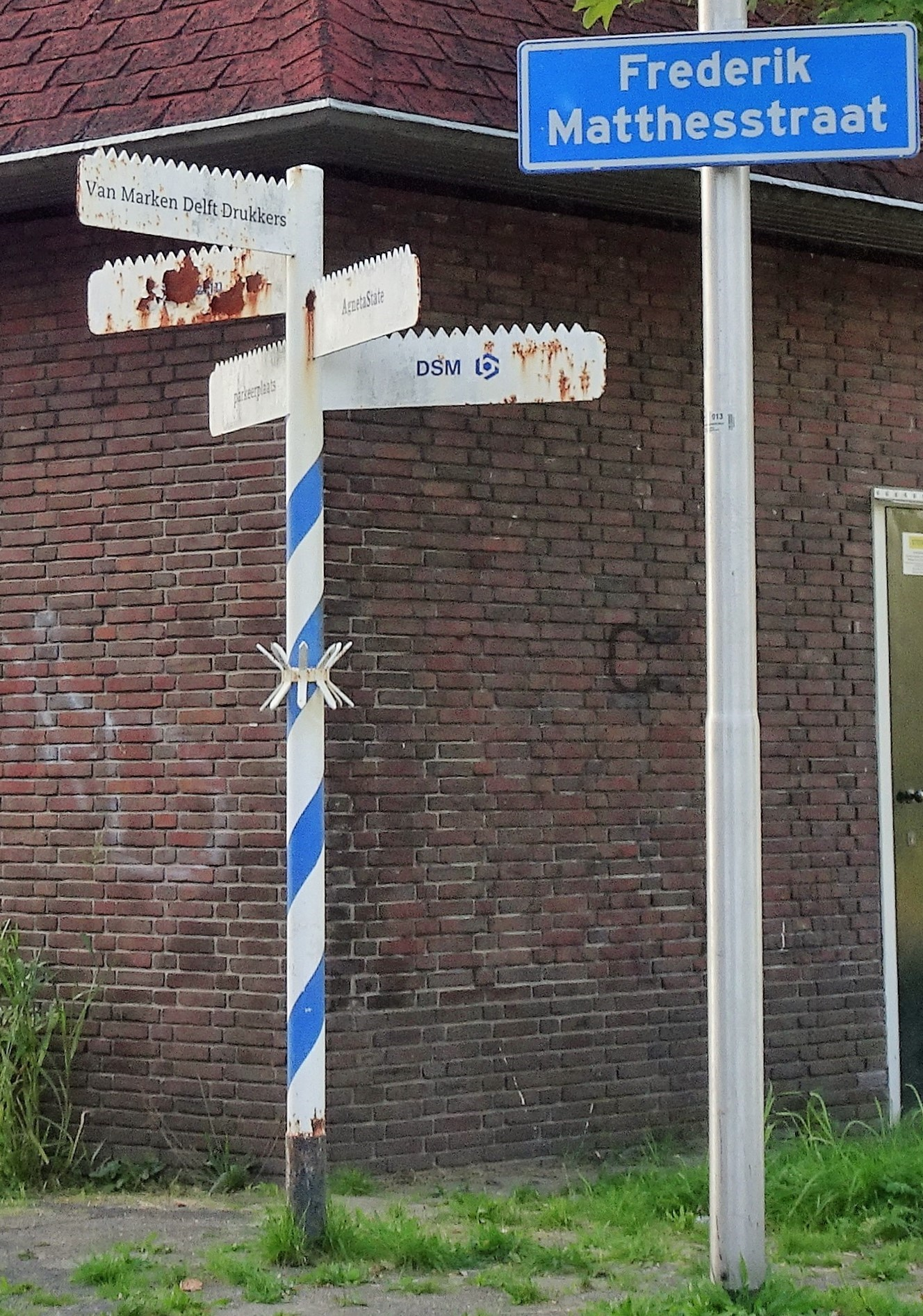
Wegwijzer op het Agnetapark in Delft
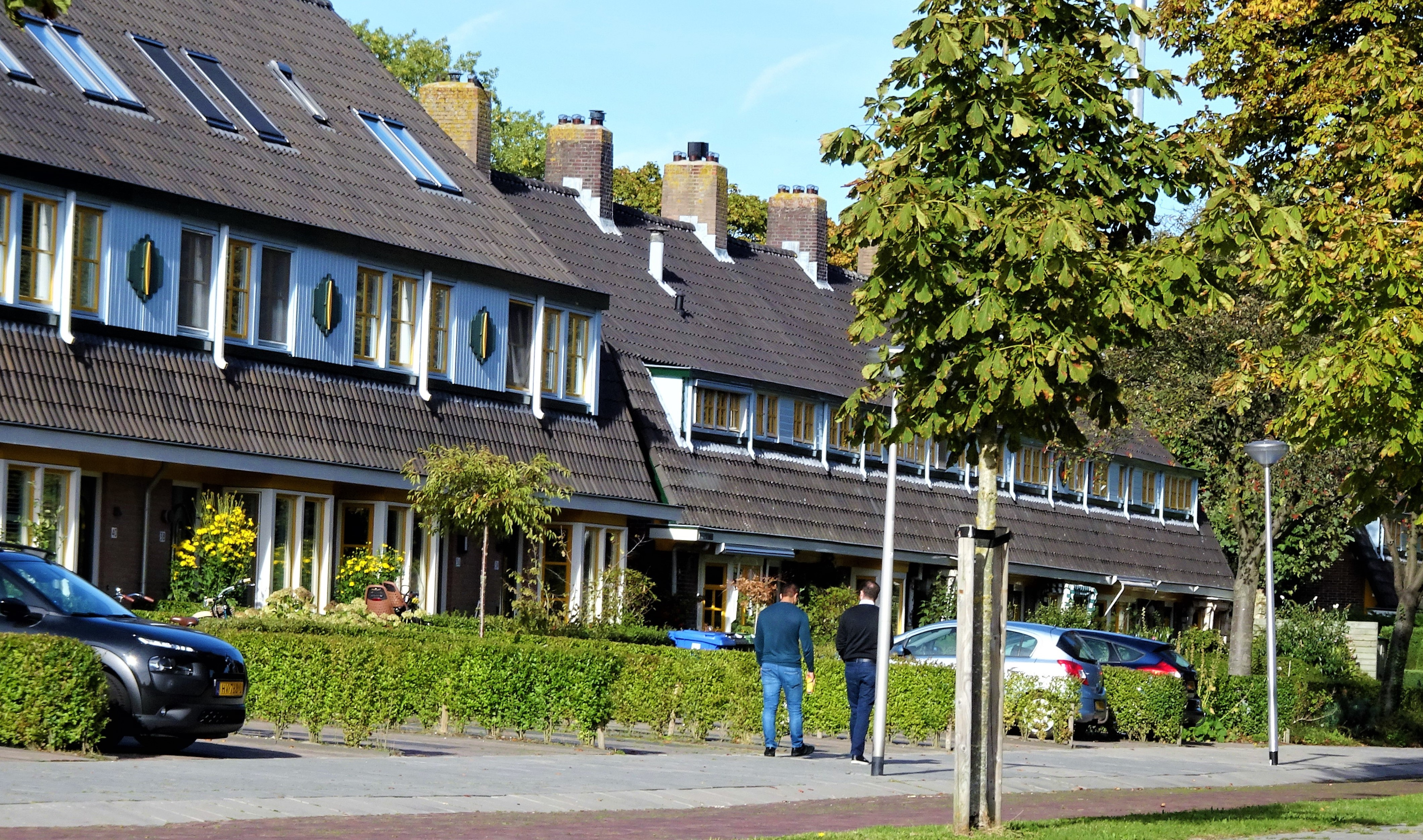
Overgang van de oorspronkelijke tweede fase bebouwing van het Agnetapark aan de Laan van Altena in Delft (rechts) en het nieuw bijgebouwde gedeelte (links).